# Johnny var en ung soldat
Johnny var en ung soldat (Johnny Got His Gun) är en roman av Dalton Trumbo från 1939, som handlar om en ung soldat som vaknar upp ur koma och finner sig själv i ett locked-in-tillstånd. Trumbo regisserade även filmen Johnny Got His Gun (1971) efter boken. Metallica-låten One är inspirerad av boken.

## Handling
Under första världskriget vaknar den unge soldaten Joe Bonham upp i en sjukhussäng efter att ha råkat ut för en granat. Han inser successivt att han förlorat sina armar, sina ben och sitt ansikte, men att hans hjärna fungerar utmärkt, vilket gör honom till en fånge i sin egen kropp. Joe försöker begå självmord genom kvävning, men han får ett trakeotomi-rör inopererat som han varken kan ta bort eller kontrollera. Han lyckas att kommunicera med doktorerna genom att slå sitt huvud mot kudden som morsekod. Till en början vill Joe dö, men senare önskar han att han ska bli lagd i en glaslåda och visas upp runt om i landet, för att visa andra krigets sanna fasor. Inga av hans önskemål uppfylls.